# Laurieann Gibson
Laurieann Gibson (Toronto, 14 luglio 1969) è una coreografa canadese.

## Biografia
Cresciuta a Toronto, in Canada, interpreta la parte della fly girl (termine femminile che designa i ballerini di break dance) nello sketch americano In Living Color (1990-1994). In seguito, Ann firma un contratto con l'etichetta discografica Bad Boy Records per il quale ha curato diverse coreografie cinematografiche o musicali. Al grande pubblico è nota per il reality show in onda su MTV Making the Band.
Oltre ad aver lavorato nel film Honey (2003) per il quale ha progettato tutte le scene di danza, ha coreografato i videoclip dei maggiori artisti messi sotto contratto dalla Bad Boy: Sean Combs, Danity Kane, JoJo, Corbin Bleu, Brandy Norwood, Day26 e Jordin Sparks.

## Lavoro con Lady Gaga
Famoso è il suo sodalizio artistico con la cantante Lady Gaga, iniziato il 3 ottobre 2008, quando si è occupata della coreografia del video musicale di Poker Face, che la cantante ha ripreso nelle sue esecuzioni live. È tornata a lavorare con quest'ultima il 9 gennaio 2009, dirigendo il ballo di LoveGame e infine, il 13 aprile dello stesso anno, quello di Paparazzi. Nel 2011 ha lavorato di nuovo con Lady Gaga per le coreografie di Judas, Born This Way e The Edge of Glory. Il 15 novembre 2011 viene ufficializzato il suo licenziamento da parte di Lady Gaga.